# Musique naturelle
La musique naturelle désigne les différentes sonorités et harmoniques engendrées par les bruits de la nature et de la faune (chants d'oiseaux, son des vagues, etc...) Elles consistent plus particulièrement à l’enregistrement de ces sonorités.

## Principaux preneurs de sons naturels
- Jean Roché (ou Jean-Claude Roché)
- Boris Jollivet
- Dan Gibson
- Fernand Deroussen
- Patrick Avakian

## Utilisation des sons naturels dans la musique
Certains compositeurs incorporent des enregistrements de sons naturels afin d'accompagner leur musique et créer une ambiance particulière, comme par exemple Yann Tiersen dans son album EUSA, où en arrière plan sonore on peut entendre des sons enregistrés sur l'Île d'Ouessant : vent, bruit de la mer, cris d'oiseaux.